# Hans Dülfer

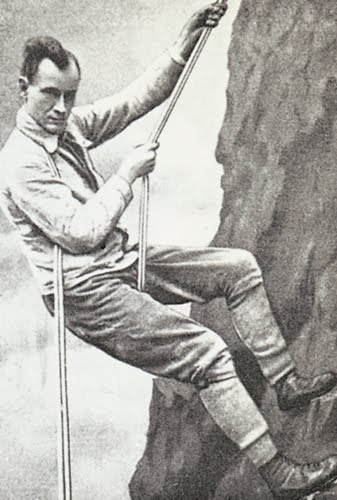
Skizze von Hans Dülfer beim Abseilen im Dülfersitz

Johannes Emil „Hans“ Dülfer (* 23. Mai 1892 in Barmen (heute Wuppertal); † 15. Juni 1915 bei Arras) war ein deutscher Kletterer und Bergsteiger. Er galt zusammen mit Paul Preuß als einer der besten Felskletterer seiner Zeit und ein Vater des Freiklettergedankens. Er ist auch der Erfinder einer Technik für das Abseilen.

## Leben
Dülfer wurde 1892 als Sohn eines Kaufmanns in Barmen im Rheinland geboren. Er sei ein zartes, fast schwächliches Kind gewesen, das im Gymnasium vom Turnunterricht freigestellt wurde. 1911 scheiterte die Ehe seiner Eltern. Im selben Jahr zog Dülfer zum Studium nach München, er hörte Vorlesungen in Medizin, Jura und Philosophie, alle diese Studienrichtungen entsprachen aber nicht seiner Neigung. Er wollte Musiker werden, dies erlaubte der Vater aber erst später und er wechselte in dieses Fach. Später zog er mit seiner Freundin Hanne Franz, die ebenfalls Musik studierte, nach Kufstein-Sparchen am Eingang des Kaisertals. Er war ein begabter Pianist und ein exzellenter Bergsteiger.
Dülfer zog als Freiwilliger in den Ersten Weltkrieg und starb am 15. Juni 1915 an der Westfront bei  Arras.
Nach ihm ist die Dülferstraße in München benannt.

## Alpinistische Karriere
1907 reiste er zusammen mit seinem Vater ins Allgäu, wo er zum ersten Mal Berge erlebte. Ein Jahr später stieg er mit einem Führer auf Höfats und Trettachspitze. Ab 1910 war er bereits alleine in den Bergen unterwegs und erstieg den Paulcke-Turm in der Silvrettagruppe. Der Wilde Kaiser wurde zu seiner Bergheimat, hier ging er mit Franz so oft wie möglich zum Klettern. Aber auch in den Dolomiten war Dülfer viel unterwegs, vor allem in den Sextener Dolomiten und der Rosengartengruppe.
Dülfer lernte in sehr kurzer Zeit perfekt klettern, er gehörte innerhalb kürzester Zeit zu den Extremen seiner Zeit. Bereits als Neunzehnjährigen glückten ihm Erstbegehungen. Diesen sollten noch viele in seinem kurzen Leben folgen: Innerhalb von nur vier Jahren gelangen ihm über 50 weitere Erstbegehungen. Im Jahr 1913 hatte er seine größten Erfolge: die Totenkirchl-Westwand, die erste freie Begehung des Torre del Diavolo in den Sextener Dolomiten und die erste Begehung der Westwand der großen Zinne. Im Alleingang durchkletterte er am 3. September 1913 den Riss zwischen Christaturm und Fleischbank, er selbst sah dies als seine beste Kletterleistung an. Heute wird diese Tour mit UIAA V+ bewertet. Nach Meinung seiner Zeitgenossen, war allerdings die Totenkirchl Westwand seine herausragendste Erstbegehung.
Im Gegensatz zu Paul Preuß setzte Dülfer gerne und häufig technische Hilfsmittel zur Fortbewegung ein und dies obwohl er ein ausgezeichneter Kletterer war. Die Devise von Dülfer war „Was bisher als unmöglich betrachtet wurde, muss mit Hilfsmitteln möglich gemacht werden.“ Auch wenn Kritiker ihm diese Einstellung vorwarfen, so war der Kletterstil Dülfers in den folgenden Jahrzehnten für die meisten Kletterer beispielgebend. Aber Dülfer kletterte nicht immer mit technischen Hilfsmitteln, so ist bekannt, dass er bei der Erstbegehung des Dülferrisses nur 2 Haken verwendete und diese auch nur zur Sicherung. Franz Nieberl, ein Zeitgenosse von Dülfer beschrieb seinen Kletterstil voller mit Eleganz und Leichtigkeit.
Dülfer entwickelte auch neue Klettertechniken, wie den Dülfersitz zum Abseilen oder den Seilquergang. Beim Seilquergang überwindet man schwere, griff- und trittlose Kletterstellen durch schräges Abseilen. Im französischen und italienischen Sprachraum wird die Piaztechnik nach ihm als Dülfern bezeichnet.

## Erstbegehungen
Dülfer hat in nur 4 Jahren mehr als 50 Erstbegehungen durchgeführt, einige davon sind:
Im Jahr 1911
- Dülfer-Kamin (V+) am Totenkirchl, Wilder Kaiser
- Guffert Südkante (V), Rofangebirge
- Hochiß Nordwand (IV-), Rofangebirge

Im Jahr 1912
- Ostwand (V), Fleischbank, Kaisergebirge
- Westwand, Westliche Zinne (IV+), Sextener Dolomiten
- Direkte Westwand (V), Predigtstuhl Hauptgipfel, Kaisergebirge
- Ostwand (IV+), Lärcheck, Kaisergebirge

Im Jahre 1913
- Westwand (V+), Große Zinne, Sextener Dolomiten
- Dülfer Riss (V+), Christaturm/Fleischbank, Kaisergebirge
- Nordwand (V), Kleine Halt, Kaisergebirge
- Direkte Westwand (V+), Totenkirchl, Kaisergebirge
- Torre del Diavolo (V-), Sextener Dolomiten

Im Jahre 1914
- Südwand (V+), Kesselkogel, Dolomiten